# Austin A40 Devon
Austin A40 Devon – kompaktowy samochód osobowy o ramowej konstrukcji nadwozia produkowany przez brytyjską firmę Austin Motor Company w latach 1947–1952. Następca modelu 10. Dostępny był jako: 2- (Dorset) i 4-drzwiowy (Devon) sedan, 2-drzwiowe kombi (Countryman), 2-drzwiowy van oraz 2-drzwiowy pick-up. Do napędu używano silników R4 o pojemności 1,2 litra. Moc przenoszona była na oś tylną poprzez 4-biegową manualną skrzynię biegów. Samochód został zastąpiony przez model A40 Somerset.

## Dane techniczne

### Silnik
- R4 1,2 l (1197 cm³), 2 zawory na cylinder, OHV
- Układ zasilania: gaźnik
- Średnica cylindra × skok tłoka: 65,48 mm × 88,90 mm
- Stopień sprężania: 7,2:1
- Moc maksymalna: 41 KM (30 kW) przy 4300 obr./min
- Maksymalny moment obrotowy: 80 N•m przy 2200 obr./min

### Osiągi
- Przyspieszenie 0-80 km/h: 20,5 s
- Prędkość maksymalna: 114 km/h

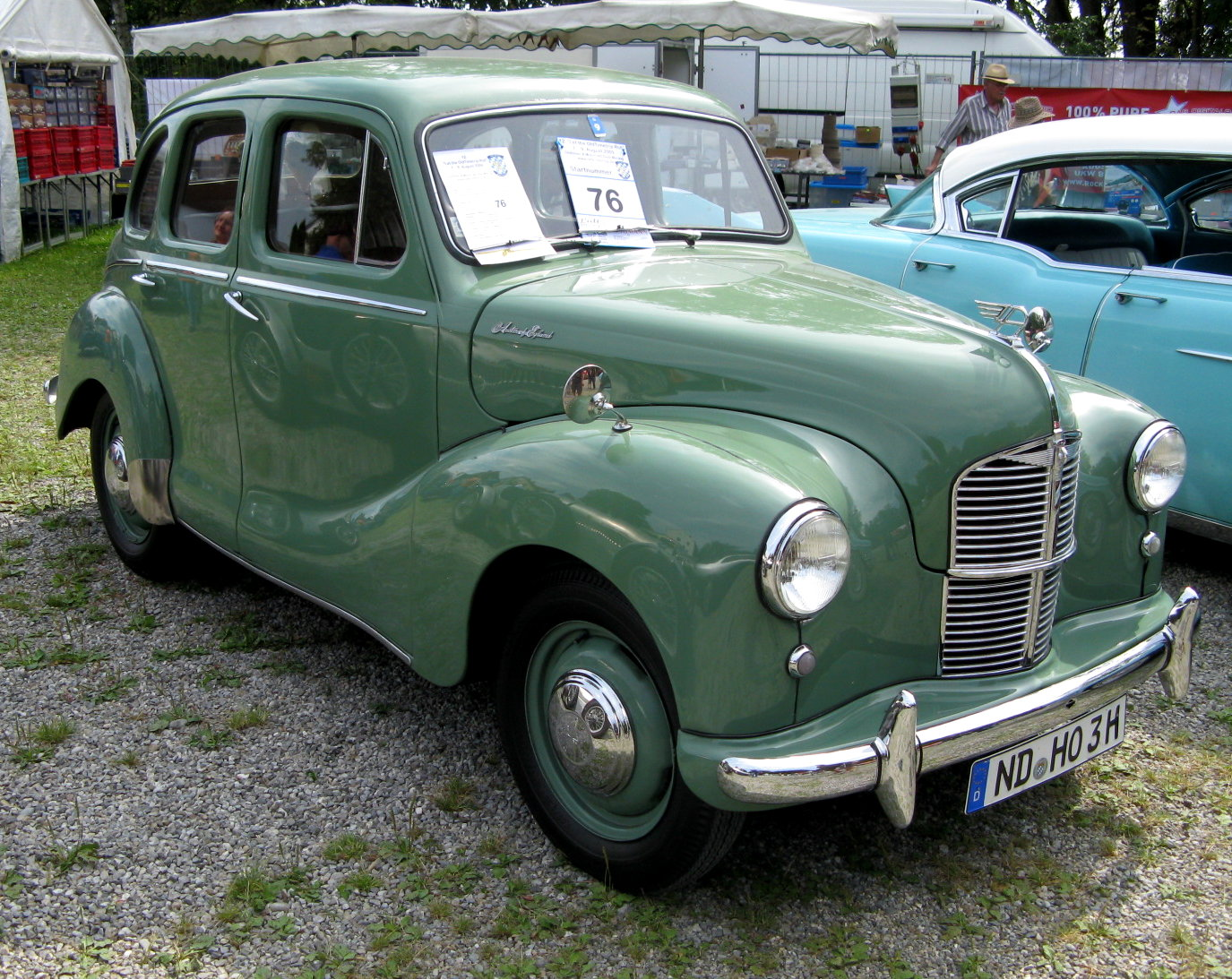
A40 Devon z 1952
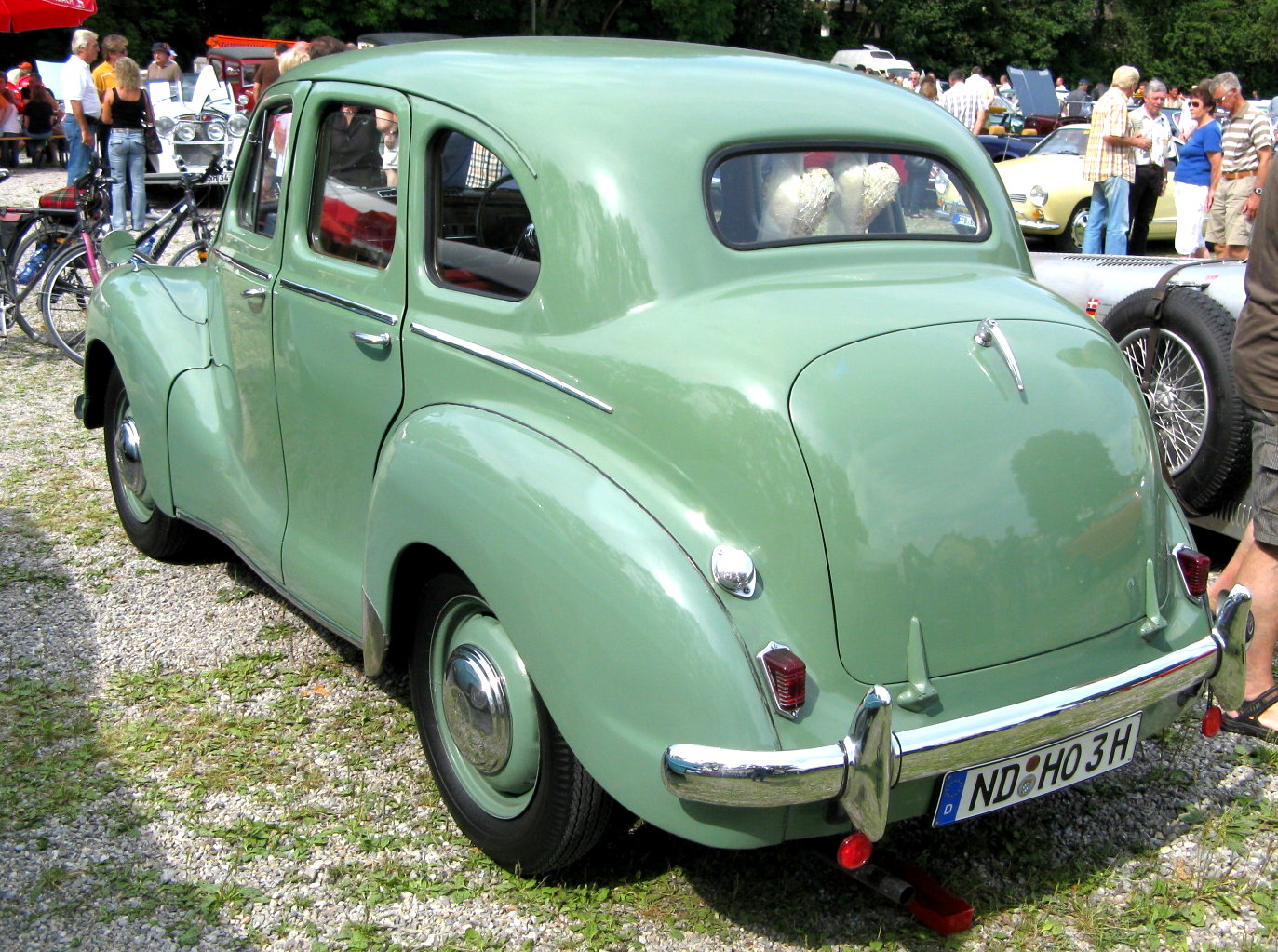
A40 Devon z 1952
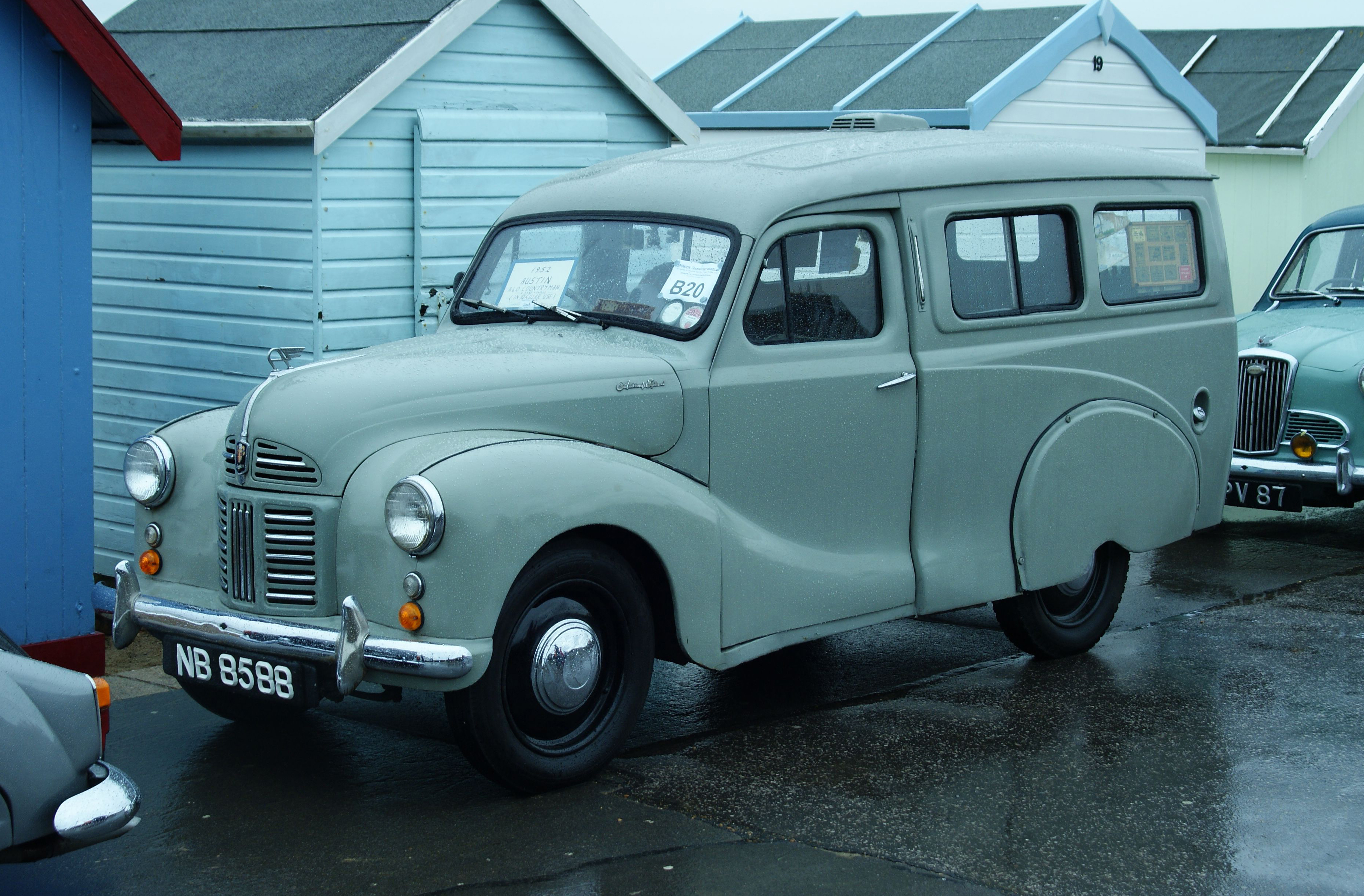
A40 Countryman z 1952
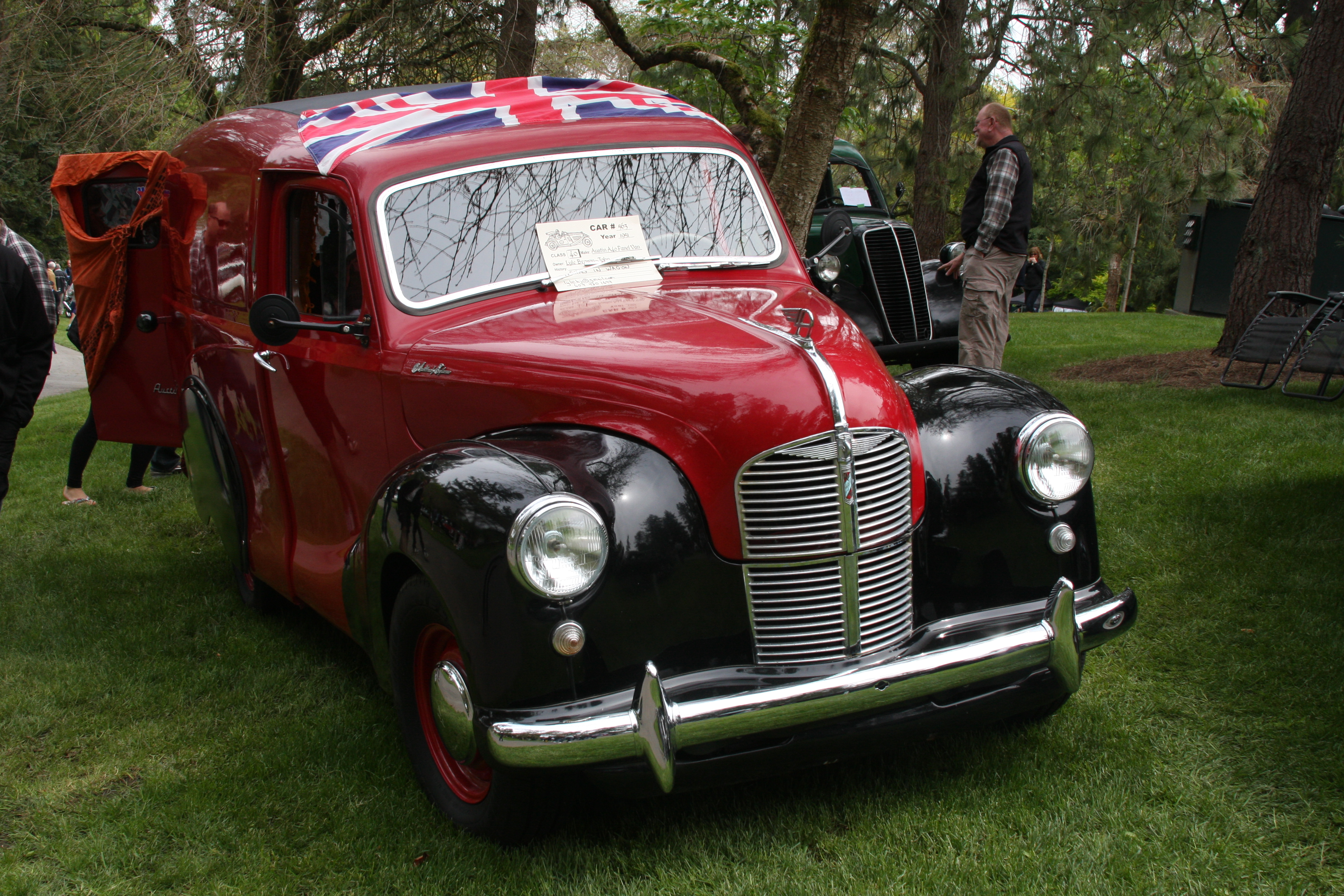
A40 Van z 1951